# Hello Doctor
Hello Doctor is het eerste volledige album van de Amerikaanse groep Gravy Train!!!!. De plaat is uitgebracht bij Kill Rock Stars. 

## Afspeellijst
1. Titties Bounce – 2:50
2. Hella Nervous – 2:14
3. Double Decker Supreme  – 2:17
4. Kottonmouth BJ  – 2:25
5. Laffin' All the Way...to the Bank! – 1:56
6. Burger Baby – 1:49
7. You Made Me Gay – 3:07
8. Mouthfulla Caps (Street Version) – 1:44
9. Gutter Butter  – 2:50
10. Pussy Thrusts  – 3:02